# Хорњи Дворжиште
Хорњи Дворжиште (чеш. Horní Dvořiště) је насељено мјесто са административним статусом сеоске општине (чеш. obec) у округу Чешки Крумлов, у Јужночешком крају, Чешка Република.

## Становништво
Према подацима о броју становника из 2014. године насеље је имало 481 становника.